# Leptopeltopsis
Leptopeltopsis är ett släkte av svampar. Leptopeltopsis ingår i familjen Leptopeltidaceae, ordningen Microthyriales, klassen Dothideomycetes, divisionen sporsäcksvampar och riket svampar.
|                | Leptopeltis                               |
|                |                                           |
|                | Ronnigeria                                |
|                |                                           |
|                | Nannfeldtia                               |
|                |                                           |
| Leptopeltopsis | \| \| Leptopeltopsis nebulosa \| \| \| \| |
|                | \| \| Leptopeltopsis nebulosa \| \| \| \| |
|                | Dothiopeltis                              |
|                |                                           |
|                | Staibia                                   |
|                |                                           |
|                | Phacidina                                 |
|                |                                           |
|                | Leptopeltopsis nebulosa                   |
|                |                                           |

|  | Leptopeltopsis nebulosa |
|  |                         |